# Moana (IMOCA)
Moana est un voilier monocoque de course au large de classe IMOCA mis à l'eau le 7 avril 1992, conçu par Vittorio Malingri et construit par Coop Nautica Fano. Il s'agit du premier 60 pieds IMOCA d'Italie

## Historique
Pour sa première compétition le bateau, skippé par son concepteur Vittorio Malingri se lance dans la Transat anglaise qu'il termine huitième en classe IMOCA. la même année il prend part au Vendée Globe le bateau ayant été renommé Everlast Neil Pryde Sails.Il abandon à Tahiti, safran cassé, revient du Sud sans safran.
En 1995 le bateau change de nom pour Anicaflash. Il courre en Italie où Vittorio est épaulé par son frère Enrico. Ils gagnent 2 ans de suite la Roma per Due. 
En 1996 après sa seconde victoire dans la Roma per Due il enchaine par deux podiums dans ll'Europe 1 Star (3e) en classe IMOCA et dans la  Transat Québec-Saint-Malo en classe 2 (2e). N'ayant pas de sponsor Vittorio, bien qu'inscrit, ne prend pas le départ du Vendée Globe. 
En 1998 le bateau change de nom en devenant Italia Telecom TNT et de skipper avec Simone Bianchetti. Il participe à la Route du Rhum. Il doit s'arrêter à Brest pour des problèmes de pilotes et électriques mais repart. Il termine 26e.

## Palmarès
- 1992 :
  - 8e de la  Transat anglaise en classe IMOCA

### Everlast Neil Pryde Sails-Vittorio Malingri
- 1992-1993 :
  - Abandon dans le Vendée Globe

### Anicaflash-Vittorio Malingri
- 1995
  - 1er de la Roma per Due en duo avec son frère Enrico

- 1996
  - 1er de la Roma per Due en duo avec son frère Enrico
  - 3e de l'Europe 1 Star en IMOCA (7e au général)
  - 2e de la Transat Québec-Saint-Malo en classe 2[2] avec Ellen MacArthur

### Italia Telecom TNT-Simone Bianchetti
- 1998
  - 8e de la Route du Rhum